# Quatre Bras (Genepiën)
Quatre Bras is een gehucht in de Belgische provincie Waals-Brabant. Het ligt in Baisy-Thy, een deelgemeente van de stad Genepiën (Genappe). Quatre Bras is het kruispunt van de steenwegen Charleroi-Brussel (N5) en Nijvel-Namen (N93).

## Geschiedenis
Op 16 juni 1815 werd hier de Slag bij Quatre-Bras gestreden tussen de Fransen en het geallieerde leger van Wellington. Twee dagen later zou meer noordwaarts de Slag bij Waterloo worden gestreden.

Monumenten in Quatre Bras
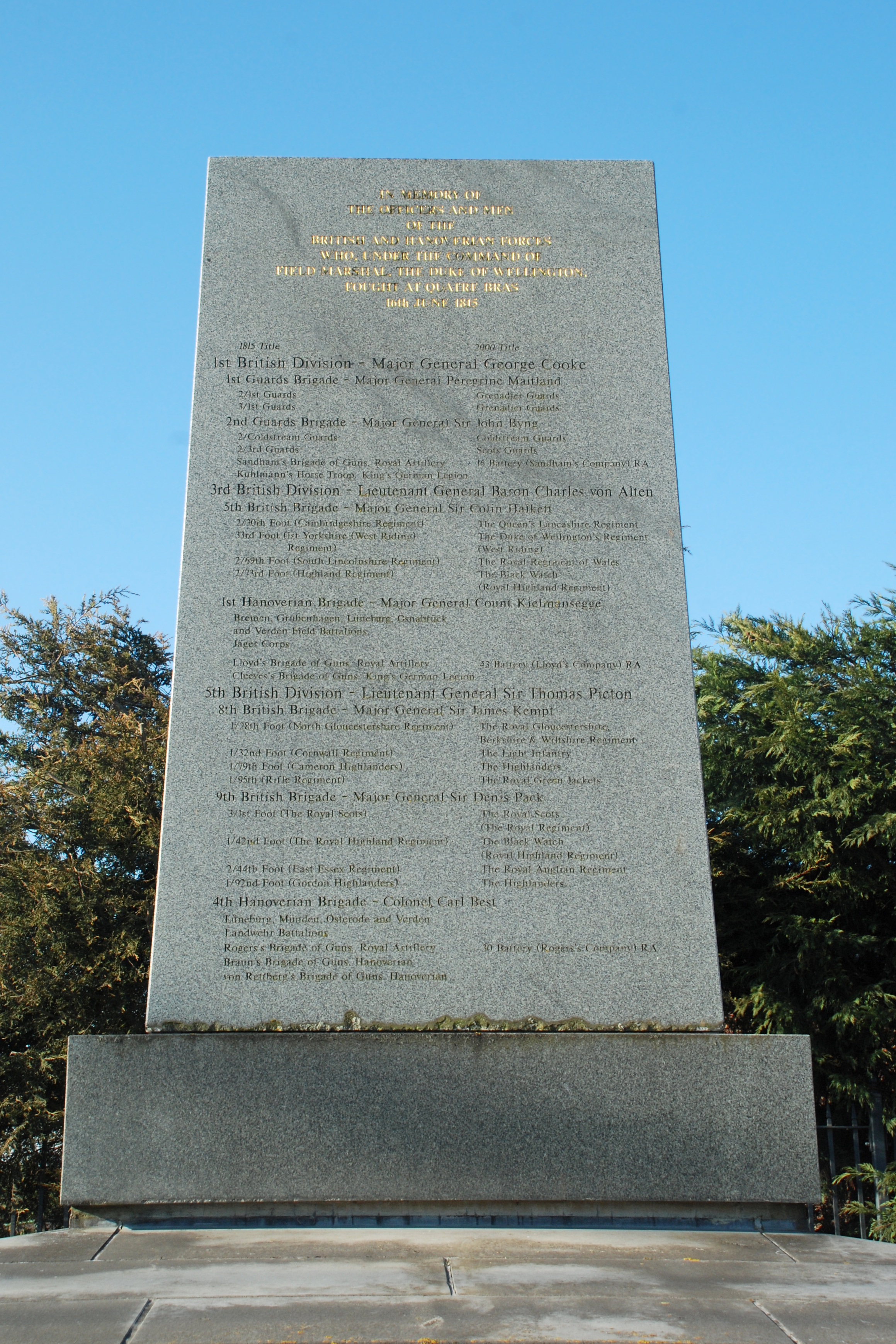
Monument voor de Britse en Hannoveraanse troepen.
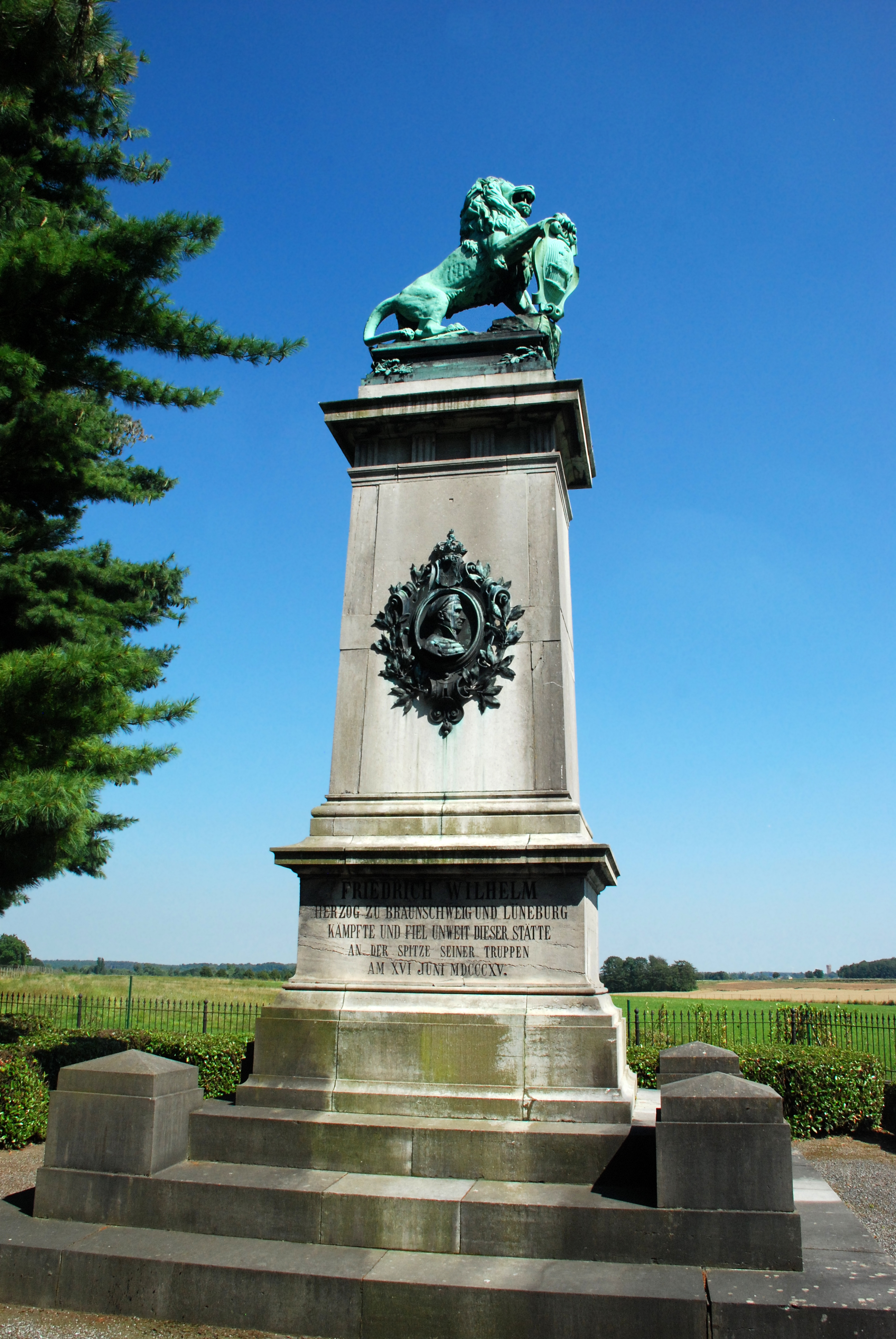
Brunswick Monument.
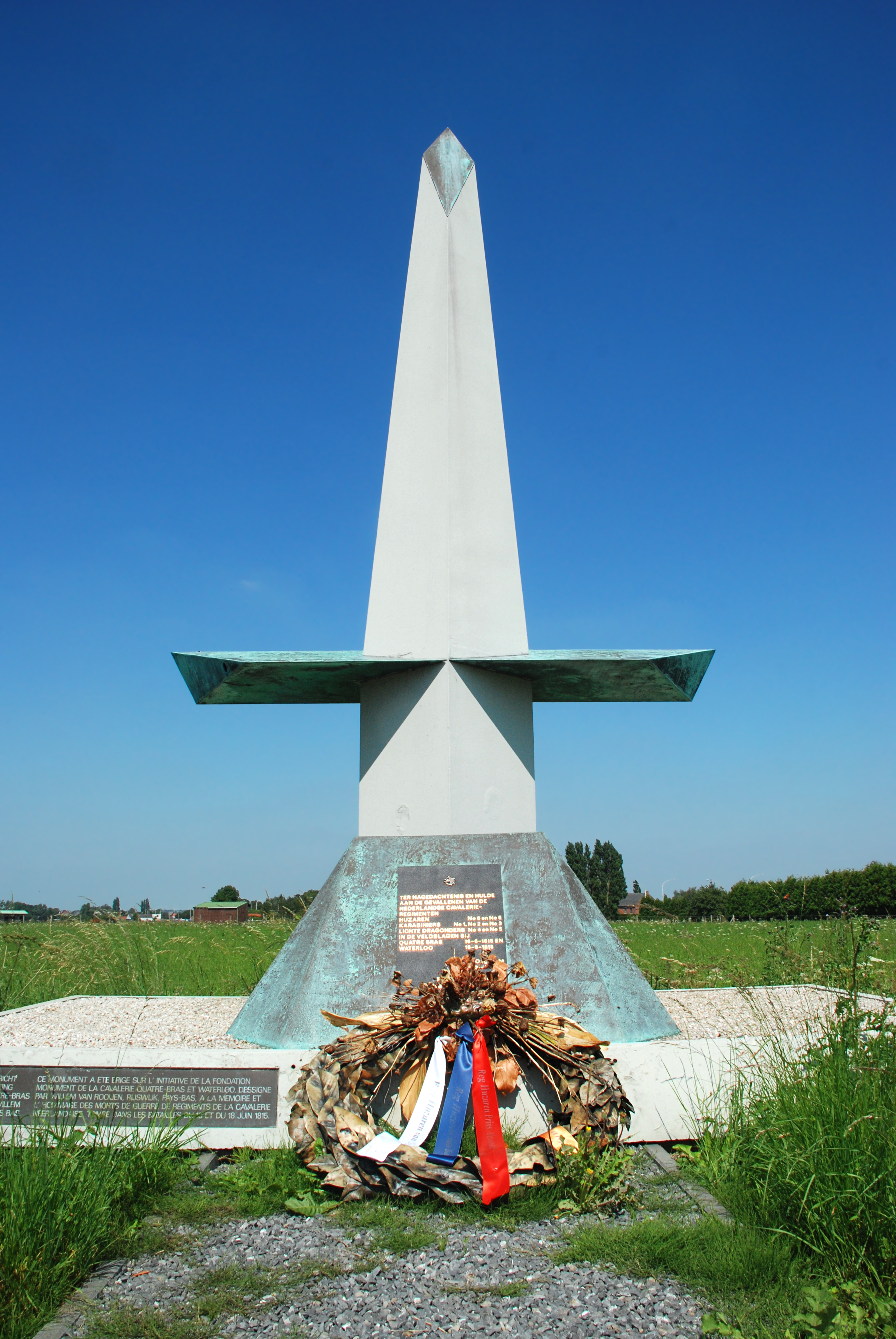
Monument voor de Nederlandse cavalerie regimenten.
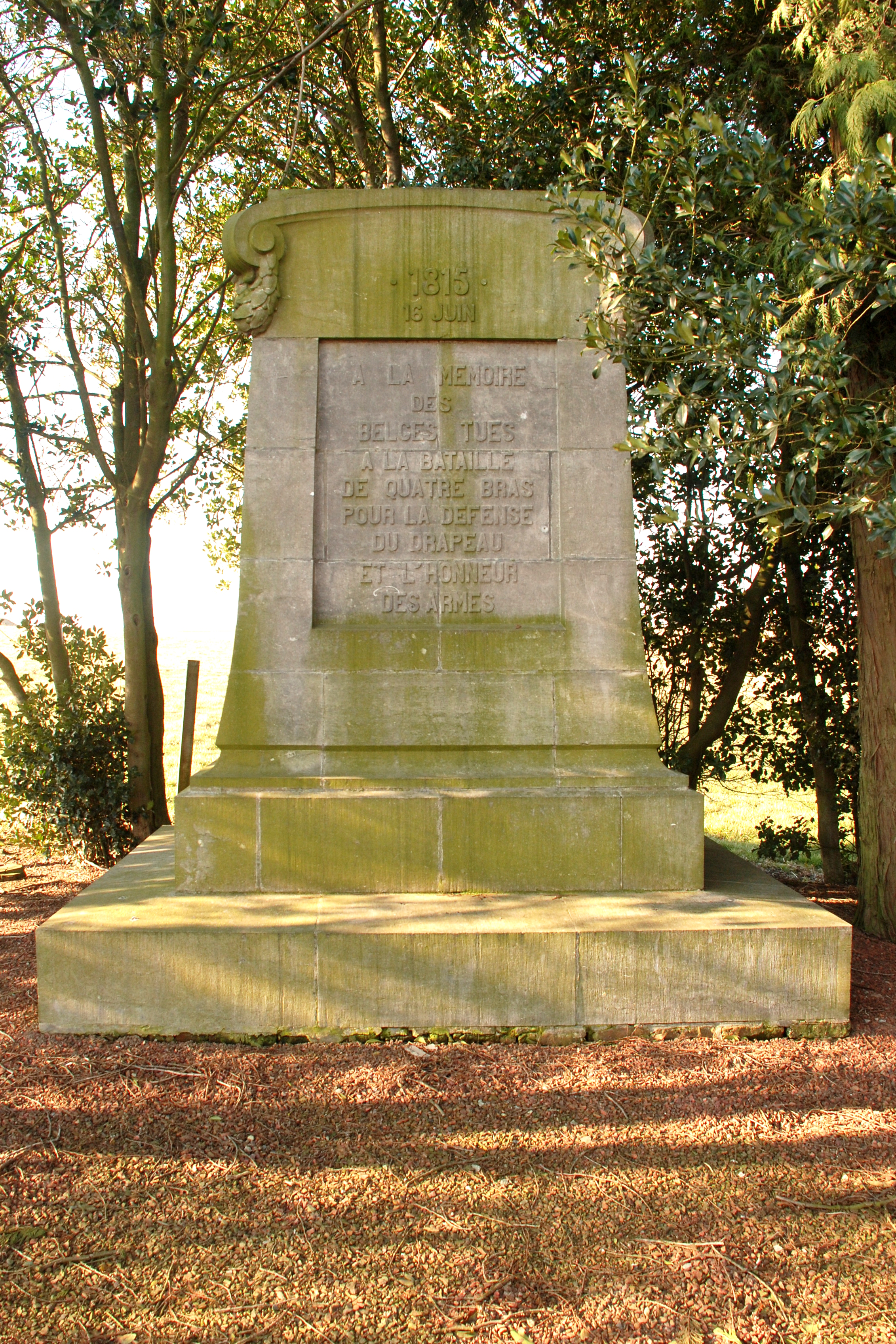
Monument voor de Belgen.

Deelgemeenten: Baisy-Thy · Bousval · Genepiën · Glabais · Houtain-le-Val · Loupoigne · Oud-Genepiën · Ways

Overige plaatsen: La Bruyère · Bruyère Madame · Baisy · Basse-Laloux · Le Chantelet· Chênemont · Dernier Patard · La Falise · Ferrières · Les Flamandes · Fonteny · Foriest · Fosty · Hattain · Houtain-le-Mont · La Hutte · La Motte  · Loncée · Maison du Roi · Noirhat · Pallandt · Promelles · Quatre Bras · Ry-d'Hez · Sclage · Thy · Trou-du-Bois · Vieux Manants · Wanroux

Belgische gemeenten · Arrondissement Nijvel · Waals-Brabant · Wallonië